# Дуб Штефана Третього
Віковий дуб (інша назва: Дуб Штефана Третього) — ботанічна пам'ятка природи місцевого значення в Україні. Розтошована в межах Глибоцького району Чернівецькій області, неподалік від села Валя Кузьмина. 
Площа пам'ятки природи 0,05 га. Перебуває у віданні Валякузминського лісництва (кв. 7) Чернівецького держлісгоспу. 
Статус надано для збереження вікового дерева дуба скельного. Обхват понад 5 м, висота понад 25 м, вік близько 500 років. 
За легендою його посадив молдавський воєвода Штефан III в 1497 році після перемоги над військами польського короля Ольбрехта.

## Ресурси Інтернету
- Фотогалерея самых старых и выдающихся деревьев Украины  [Архівовано 8 квітня 2014 у Wayback Machine.]

## Виноски
1. 1 2  Шнайдер С. Л., Борейко В. Е., Стеценко Н. Ф. 500 выдающихся деревьев Украины. — К.: КЭКЦ, 2011. — 203 с.